# 何雅玲
何雅玲（1963年9月—），女，陕西西安人，中国工程热物理专家，从事热能高效传递、转换、利用及数值模拟的研究工作。

## 生平
1985年毕业于西安交通大学，1988年和2002年又取得该校硕士、博士学位。后任西安交通大学教授、热流科学与工程教育部重点实验室主任。2015年当选中国科学院院士。

## 社会兼职
教育部能源动力类专业教学指导委员会主任。2017年10月，中国共产党第十九次全国代表大会上当选中国共产党第十九届中央委员会候补委员。